# Montserrat Palau i Martí
Montserrat Palau i Martí (Barcelona, 1916 – Sant Julià de Lòria, Andorra, 17 de gener de 2004) fou una etnòloga i historiadora catalana.
Estudià a l'Escola de Bibliotecàries de la Generalitat de Catalunya a Barcelona entre 1934 i 1937. Posteriorment, va doctorar-se en Etnologia, Lletres i Ciències Humanes a la Universitat de la Sorbona de París. Després d’una llarga experiència al Musée de l’Homme de París, Montserrat Palau va convertir-se en una reconeguda experta africanista i va publicar diferents assaigs sobre els pobles de l'Àfrica negra.
De tornada a Andorra redactà l'assaig Andorra, un estudi etnològic guardonat amb el premi Maspons i Camarasa el 1966 i publicat per l'Editorial Selecta l'any següent.
Va participar en nombroses edicions de la Nit Literària Andorrana, organitzada pel Cercle de les Arts i de les Lletres, i va aconseguir diversos premis tant en la categoria de narrativa com en la d'assaig. Entre les obres literàries que va escriure, hi ha una novel·leta titulada Karman o el vol fallit o una novel·la curta titulada 7 gats. Palau va ser un dels membres fundadors de l’Associació d’Escriptors del Principat d’Andorra (AEPA).
L'any 1987 va guanyar el premi Sant Carles Borromeu de narrativa amb l'obra Entre fe i llibertat: Andorra al segle XVI. El 1990 va rebre un accèssit al premi Principat d'Andorra, per l'obra Protestantisme i Inquisició a Andorra al segle XVI: problemes de competències i conflictes jurisdiccionals.

## Publicacions
- Les Dogon. París: Presses Universitaires de France, 1957, Col. Monographies ethnologiques africaines, 122 p.
- Le Roi-Dieu au Bénin: Sud Togo, Dahomey, Nigeria occidentale. Paris: Berger-Levrault, 1964
- Andorra. Barcelona: Selecta, 1967. Premi Maspons i Camarasa (1966).
- Andorra: història, institucions, costums. Lleida: Virgili & Pagès, 1987 (ISBN 84-86387-46-9)
- Entre fe i llibertat: Andorra al segle XVI. Andorra: Banc Internacional-Banca Mora, 1988.
- Els noms de bateig a Andorra al segle XVII. Andorra: Govern d'Andorra. Conselleria d'Educació i Cultura, 1989 (ISBN 99913-9-021-9)
- Protestantisme i Inquisició a Andorra al segle XVI: problemes de competències i conflictes jurisdiccionals. Andorra : Consell General, 1990 (ISBN 99920-1-141-6)
- Nom, famille et lignage chez les Sàbé: (République du Bénin). Paris : Maisonneuve & Larose, 1992 (ISBN 2-7068-1028-9)
- Karman o el vol fallit. Andorra: Editorial Andorra, 1992 (ISBN 99920-53-00-3)
- L'histoire de Sàbé de ses rois: (République du Bénin). Paris : Maisonneuve & Larose, 1992 (ISBN 2-7068-1027-0)
- Société et religion au Bénin (Les Sàbé-opara): (République du Bénin). Paris : Maisonneuve & Larose, 1993 (ISBN 2-7068-1036-X)
- Legítima defensa: el dramàtic afer Vesiat a l'Andorra del 1582. Andorra: Ed.Andorra, 1998.
- El Culte de santa Filomena a Andorra. Lleida: Pagès, 1999.
- Bibliografia impresa d'Andorra: 1598-1973. Andorra: Fundació CaixaBank, 2000.